# Supermoto

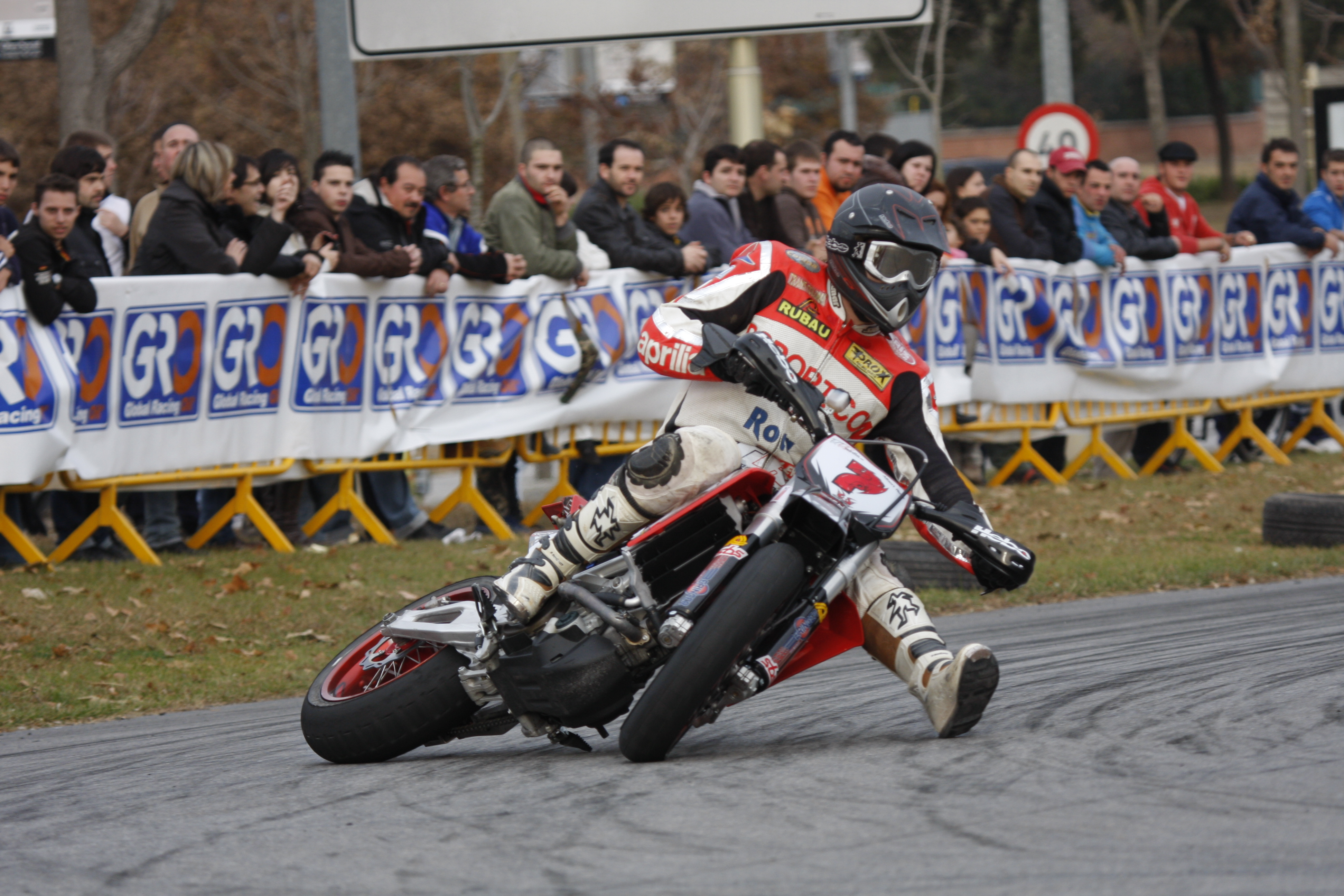
Supermoto.

El supermotard es una fusión entre el motociclismo de velocidad y el motocross. Las carreras tienen lugar en pistas con secciones todoterreno dentro del mismo circuito, normalmente con algún salto pequeño de alta velocidad; aproximadamente un 70 % es pavimentado y el 30 % restante es de tierra. Las motocicletas son frecuentemente creaciones hechas a partir de motos todoterreno con ruedas para asfalto como las de una motocicleta deportiva. Los conductores visten también una combinación de trajes de carrera y todoterreno, normalmente de cuero, cascos y botas de todoterreno. Los circuitos de supermotard tienen rectas más cortas y curvas más cerradas que los de motociclismo de velocidad, con velocidades máximas inferiores a 160 km/h, donde las habilidades del competidor son más importantes que el desempeño de la máquina. El superquad es semejante al supermotard pero se disputa con cuatrimotos.

## Origen
El supermotard tiene sus orígenes en los años 1970, cuando el programa de televisión Wide World of Sports, del canal ABC, tenía la más alta sintonía en los Estados Unidos. En 1979, ABC comisionó un evento por televisión para ser incluido en la serie, llamado Superbikers, cuya intención era la de encontrar al más experimentado corredor. Superbikers entonces inició como un evento anual que se corría en el sur de California en la pista Carlsbad Raceway. La combinación de asfalto y tierra fue creada para buscar talentos tanto de pilotos de velocidad como de todoterreno. Campeones mundiales y nacionales de motocicletas como Kenny Roberts (velocidad) y Jeff Ward (todoterreno), participaron en las carreras. Superbikers pronto se volvió un gran campeón en sintonía, llegando incluso hasta 1985, cuando ABC tuvo que cortar el programa debido a nueva administración y recortes de presupuesto, su cierre creó un gran vacío en el deporte en USA. Los corredores europeos que participaban, lo llevaron consigo a Europa, donde rápidamente ganó popularidad en países como Francia.
El año 2003 marcó la resurrección de este deporte en los Estados Unidos con el nacimiento del Campeonato Supermoto de la AMA.
El Campeonato Latinoamericano de Supermotard (clase S-1) ya ha disputado dos ediciones, y en ambas, el argentino Ezequiel Iturrioz ha logrado el título. El joven nacido en Vicuña Mackenna (Córdoba), radicado actualmente en la ciudad de Pergamino (Buenos Aires), ha dominado en forma contundente, con Yamaha, para alzarse con la corona en 2010 y 2011.

## Máquinas

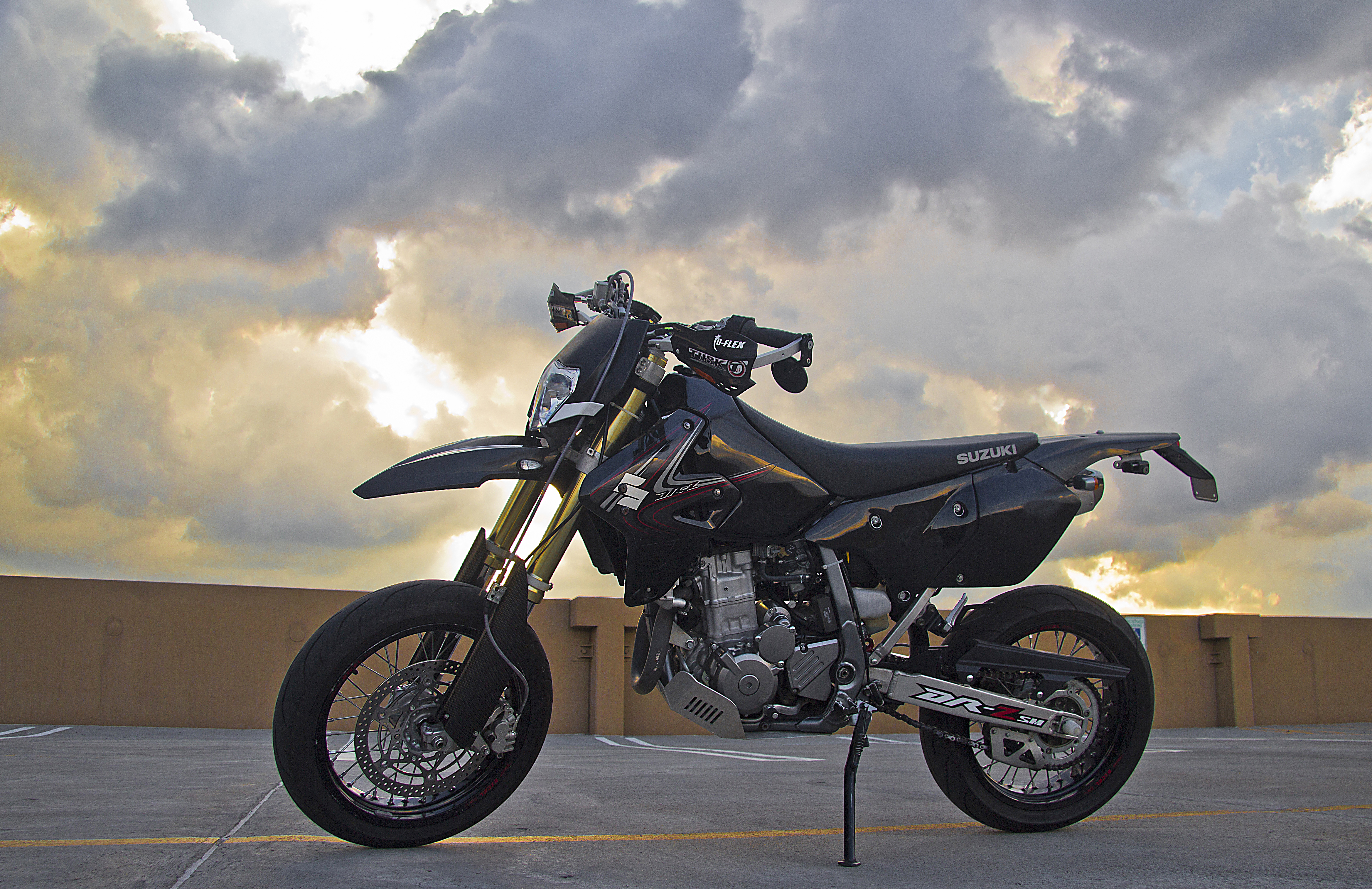
Una Suzuki DRZ-400SM Supermoto 2007 modificada.

Antes de 1990, los motores usados en las supermotos (Superbikers), fueron de 2 tiempos, procedentes de motocicletas enduro. Las motocicletas actualmente usadas para competiciones de supermotard son de cuatro tiempos y un cilindro, con ruedas de 16'5 o 17 pulgadas y con gomas de anchura 120 o 125 delante y 160, 165 o 170 detrás. La suspensión es más baja y un poco más rígida en comparación con las motocicletas todoterreno, el poder de frenado se ha mejorado con bombas radiales, pinzas convencionales o radiales de 4 o 6 pistones y discos de freno más grandes, 310 o 320 mm. A pesar de la ausencia de árboles en los circuitos, los protectores de manos son frecuentes debido a lo cerrado que pueden llegar a ser las curvas y evitar daños en las posibles caídas.
En 1991, el fabricante italiano Gilera sacó al mercado el modelo "Nordwest", la primera supermoto producida por un fabricante. Otros fabricantes europeos rápidamente lo siguieron, entre ellos KTM, Husqvarna, Husaberg AB y CCM Motorcycles, todos ellos tenían importancia todoterreno por aquel tiempo. Se desarrollaron modelos tanto para competición como de calle. Tardaron otros diez años hasta que a mediados del 2000, fabricantes japoneses como Yamaha (2004) Yamaha XT660X, Honda (2005) y Suzuki (2005) empezaran a introducir modelos de supermotos en el mercado europeo, con modelos dedicados para el uso en calle más que para carreras. En la primavera de 2006, el fabricante italiano Ducati anunció su entrada con la máquina "Hypermotard", la cual tiene más parecido con las motocicletas de estilo callejero que con las supermotos de competición. En el 2006 KTM tenía disponible una máquina con motor de 950 cc y dos cilindros en "V" que podía ser descrita como la mejor supermoto de su tiempo.
- Datos: Q632800
- Multimedia: Supermoto / Q632800